# Fernando Sor
Fernando Sor (de son vrai nom Joseph Fernando Macario Sors) est un guitariste et compositeur espagnol, né le 13 février 1778 à Barcelone, décédé le 10 juillet 1839 à Paris.

## Biographie
Il commença son apprentissage musical avec son père, puis à l’Abbaye de Montserrat, en Catalogne, à une époque où la guitare était peu populaire en tant qu'instrument de concert. Ses parents souhaitant qu'il poursuive une carrière militaire plutôt que musicale, Sor s'enrôla dans l'armée et fut déplacé vers Madrid, où il fit la connaissance de la duchesse d'Albe, protectrice de nombreux artistes tels que Goya, qui lui permit de trouver un emploi de musicien.
En 1813, lors de la défaite de Joseph Bonaparte en Espagne, Sor, qui était rallié à la cause française, dut quitter le pays, pour ne plus jamais y revenir. Il s'établit à Paris, où l'activité artistique était en grande effervescence, où également la guitare jouissait d'une grande popularité, ce qui lui permit de se bâtir une grande renommée en tant que compositeur, interprète et enseignant. Sa Méthode pour la guitare, publiée en 1830, aida beaucoup à raffermir sa réputation, qui dépassa celle de ses contemporains (Dionisio Aguado, Matteo Carcassi, Ferdinando Carulli et Mauro Giuliani). Pendant environ quinze ans, il voyagea à travers l'Europe pour présenter ses œuvres à un public qui se montrait très réceptif. Outre Paris, il fut très populaire à Londres. Il épousa la danseuse Félicité Hullin et, en 1823, le couple s'installa à Moscou (Russie). En 1826, les époux se séparèrent et Sor revint vivre à Paris.
Les dernières années de sa vie furent malheureuses puisque sa fille mourut. Sor composa alors sa dernière œuvre orchestrale, une Messe en sa mémoire. Il succomba peu après à un cancer de la langue, le 10 juillet 1839. Il fut enterré anonymement au cimetière de Montmartre, à Paris, et ce n'est qu'en 1934 que sa tombe fut identifiée.

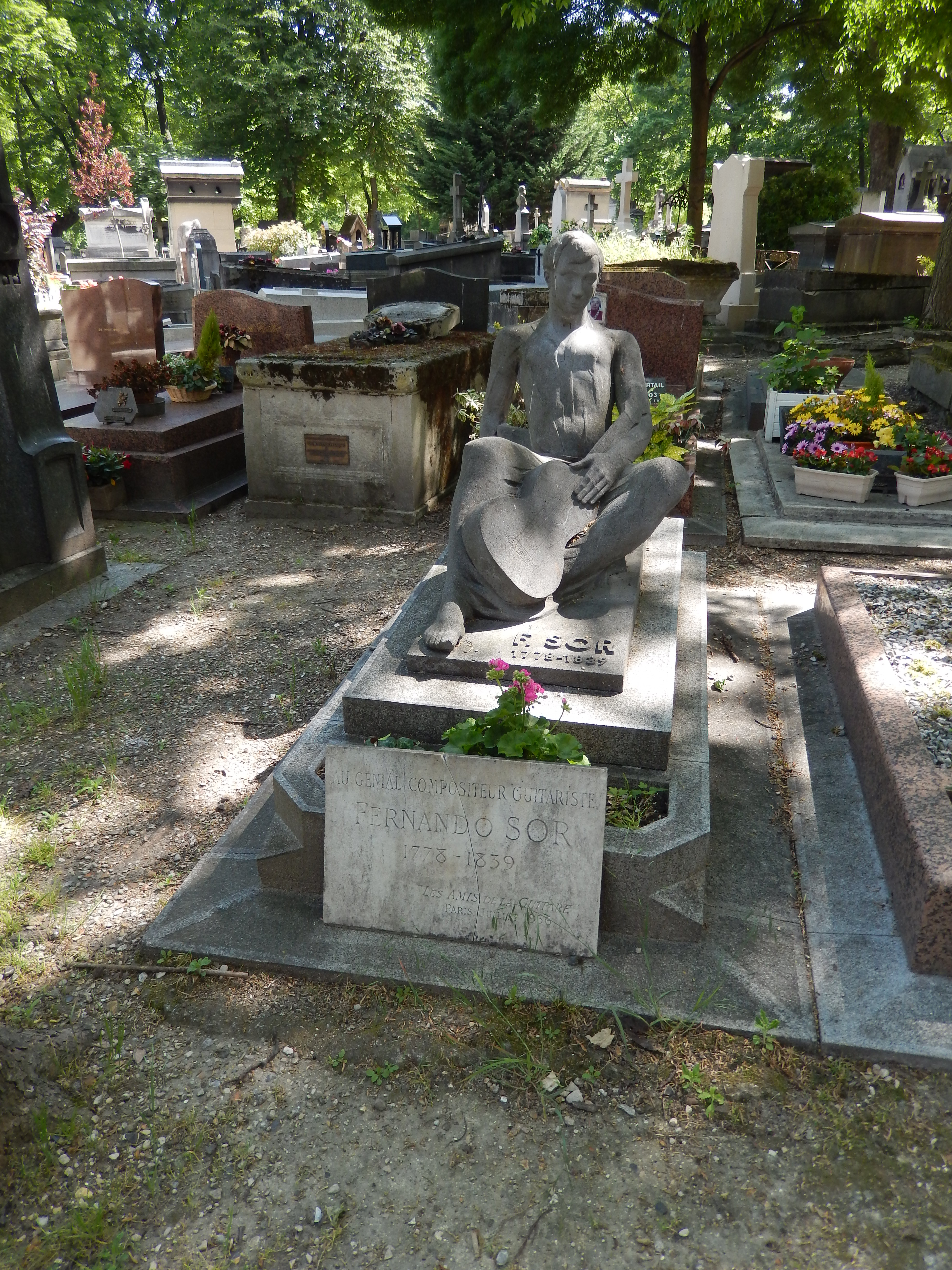
Tombe de Fernando Sor sculptée par Angel-Péres (cimetière de Montmartre, division 24)

## Œuvres
Bien que Sor soit reconnu surtout pour son travail à la guitare, il composa sous diverses formes : du lied à l'opéra, en passant par la musique pour ballet et les chansons patriotiques. Son œuvre à la guitare comprend des études et des leçons, des variations, des menuets, des valses, des fantaisies, des sonates, etc.
C'est son élève Napoléon Coste qui se chargea de cataloguer ses œuvres après sa mort.
Si Fernando Sor reste une référence marquante encore aujourd'hui c'est probablement grâce à une exigence de compositeur qu'avaient peu de guitaristes de son époque. Il s'exprimait à ce sujet en préface de trois de ses recueils de petites pièces dont les titres à l'ironie mordante sont successivement Voyons si c'est ça, Est-ce bien ça ? et À la bonne heure. Il y explique qu'il tente de faire des œuvres de plus en plus simples pour répondre à la demande d'amateurs rebutés par la difficulté :
« 
[...] J'ai donc tâché de faire aujourd'hui comme les auteurs qui ne tombent point dans ces inconvénients : j'ai écrit pour l'Éditeur ; aussi bien je suis le mien depuis l'œuvre 34. J'ai suivi mes modèles dans leur marche mélodique et dans celle de la basse ; j'ai omis seulement certaines transitions que je n'ai pu m'expliquer et dont peut-être ne se rendraient pas raison non plus Haydn, Mozart, ni Beethoven, car je n'en ai jamais trouvé de pareilles dans leurs musique. [...]
 »
Les références de Sor sont ici explicites ; son admiration pour Mozart apparaît dans ses compositions, comme le célèbre Introduction et Variations sur un thème de Mozart O cara armonia de La Flûte enchantée et des transcriptions de ce même opéra.

### Répertoire
- Op. 1 - Six divertissements
- Op. 2 - Six divertissements
- Op. 3 - Thème varié et menuet
- Op. 4 - Fantaisie
- Op. 5 - Six petites pièces
- Op. 6 - Douze études
- Op. 7 - Fantaisie
- Op. 8 - Six divertissements
- Op. 9 - Introduction et Variations sur un thème de Mozart O cara armonia de La flûte enchantée de Mozart (dédiées à son frère)
- Op. 10 - Fantaisie
- Op. 11 - Deux thèmes variés et douze menuets
- Op. 12 - Fantaisie
- Op. 13 - Six divertissements (1819)
- Op. 14 - Sonate Gran solo en ré majeur (1822)
- Op. 15a - Les folies d'Espagne et un menuet (1810, 1822)
- Op. 15b - Deuxième sonate en do majeur (1810, 1822)
- Op. 15c - Thème varié en do majeur (1810, 1822)
- Op. 16 - Cinquième fantaisie. Introduction, thème et variations sur l'aria Nel cor piu non mi sento de l'opéra La bella molinara de Giovanni Paisiello
- Op. 17 - Six valses
- Op. 18 - Six valses
- Op. 19 - Six airs de La flûte enchantée de Mozart
- Op. 20 - Introduction et thème varié
- Op. 21 - Fantaisie en mi mineur Les adieux
- Op. 22 - Grande sonate (1825)
- Op. 23 - Divertissements (1825)
- Op. 24 - Huit petites pièces (1825)
- Op. 25 - Grande sonate (1827)
- Op. 26 - Introduction et variations sur Que ne suis-je la fougère de Giovanni Battista Pergolesi ou Antoine Albanèse (1827)
- Op. 27 - Introduction et variations sur Gentil Housard (1827)
- Op. 28 - Introduction et variations sur Marlborough s'en va-t-en guerre (1827)
- Op. 29 - Douze études
- Op. 30 - Fantaisie et variations brillantes sur deux airs favoris connus (1828)
- Op. 31 - Vingt-quatre leçons progressives pour la guitare, doigtées avec soin, dédiées aux élèves commençants
- Op. 32 - Six petites pièces
- Op. 33 - Trois pièces de société (1828)
- Op. 34 - L'encouragement, duo (la partie supérieure porte la mention l'élève et la partie inférieure le maître) (1828)
- Op. 35 - Vingt-quatre exercices très faciles et soigneusement doigtés (1828)
- Op. 36 - Trois pièces de société
- Op. 37 - Sérénade
- Op. 38 - Divertissements (1830)
- Op. 39 - Six valses (1830)
- Op. 40 - Fantaisie pour guitare seule sur un air favori écossais
- Op. 41 - Les deux amis
- Op. 42 - Six petites pièces
- Op. 43 - Mes ennuis - Six bagatelles
- Op. 44 - Vingt-quatre petites pièces progressives pour la guitare pour servir de leçons aux élèves tout à fait commençants
- Op. 44b - Six valses faciles (1831)
- Op. 45 - Six petites pièces Voyons si c'est ça
- Op. 46 - Souvenir d'amitié (1831)
- Op. 47 - Six petites pièces progressives (1832)
- Op. 48 - Est-ce bien ça ?, rondo (1832)
- Op. 49 - Divertissement militaire, duo (1832)
- Op. 50 - Le calme - Caprice (1832)
- Op. 51 - À la bonne heure - Six valses (1832)
- Op. 52 - Fantaisie villageoise
- Op. 53 - Les premiers pas (1832)
- Op. 54 - Morceau de concert (1832)
- Op. 54b - Fantaisie
- Op. 55 - Trois duos faciles
- Op. 56 - Souvenirs d'une soirée à Berlin
- Op. 57 - Six valses et un galop (1834)
- Op. 58 - Fantaisie facile
- Op. 59 - Fantaisie élégiaque à la mort de Madame Beslay, née Levasseur
- Op. 60 - Introduction à l'étude de la guitare en vingt-cinq leçons progressives
- Op. 61 - Trois duos faciles (1837)
- Op. 62 - Divertissements (1838)
- Op. 63 - Souvenir de Russie
- Meditación
- Séguidilles pour chant et guitare ou piano (1800, 1808)
  - Cesa de atormentarme (Cesse de me tourmenter)
  - De amor en las prisiones (D'amour dans les prisons)
  - Acuérdate bien, mío (Souviens-toi, ma belle)
  - Prepárame la tumba (Prépare mon tombeau)
  - Cómo ha de resolverse? (Comment le résoudre?)
  - Muchacha... y la verguenza? (Jolie femme... et l'opprobre)
  - Si dices que mis ojos (Si tu dis que mes yeux)
  - Los canónigos, madre (Les chanoines, mère)
  - El que quisiera amando (Celle qui veut aimer)
  - Si a otro cuando me quieres (Si c'est un autre quand tu m'aimes)
  - Las mujeres y cuerdas (Les femmes et les cordes)
  - Mis descuidados ojos (Mes yeux désabusés)
- 13 séguidilles ou boléros pour chant et guitare ou piano
- 33 Italian ariets
- L'ingéniosité. Petit rêve éveillé
- Fantaisies faciles pour guitare seule

### Opéras
- Telemaco nell'isola di Calipso, opéra (25 août 1797, Barcelone, Théâtre de la Santa Creu)
- Don Trastullo, opéra (partition perdue)

### Ballets
- La foire d'Esmirne (1821, Paris)
- El señor generoso (1821)
- Cendrillon (1822, Paris)
- L'amant peintre (1823)
- Hercule et Omphale (1826, Saint-Pétersbourg)
- Le sicilien (1827)
- Hassan et le calife (1828)

### Musique pour orchestre
- 2 symphonies
- Concerto pour violon

### Musique de chambre
- 3 quatuors à cordes
- 3 trios à cordes avec guitare

## Reprise
La musique de Fernando Sor est utilisée dans un sketch de Raymond Devos « J'ai des doutes », où l'humoriste, tout en parlant de Fernando Sor et en jouant à la guitare ce qu'il présente comme sa "cinquième étude", mais qui est en fait l'exercice n°22 de son op. 35, ironise sur ses problèmes conjugaux.
De nombreux génériques utilisent les musiques de Fernando Sor, par exemple dans le jeu vidéo Pompéi, le générique est une étude de Sor.

## Hommage
Est nommé en son honneur (4865) Sor, un astéroïde de la ceinture principale découvert en 1988.